# NGC 767
NGC 767 este o emission-line galaxy⁠(d) situată în constelația Balena. A fost descoperită în 1886 de către Francis Leavenworth.